# Luchtaine
Luchtaine (lub Luchta) – w mitologii irlandzkiej syn Brigidy i Tuireanna oraz bóg rzemiosła i kowalstwa. Należał do Tuatha de Danaan.